# Каджаран
Каджаран (на арменски: Քաջարան) е град, разположен в провинция Сюник, Армения. Населението му през 2011 година е 7163 души.

## Население
- 1990 – 7500 души
- 2001 – 7976 души
- 2009 – 8275 души
- 2011 – 7163 души